# Loodwitmolen
Een loodwitmolen is een bijzondere vorm van verfmolen.
Het gebruik van loodwit, dat als pigment wordt gebruikt, stamt uit de Klassieke Oudheid en kwam in de 16e eeuw via Venetië naar Antwerpen en verder noordwaarts. De eerste loodwitfabriek in Nederland stamt van omstreeks 1650.
In de Zaanstreek bestonden enkele loodwitmolens, en wel De Veldlust uit 1736 te Oostzaandam; De Rob (1720) en Het Gekroonde Zeepaard uit 1694 te Koog aan de Zaan, en De Heining uit 1762 te Oostzaan. Met name De Rob was een grotere molen. Sommige van deze molens zagen de verwerking van loodwit als nevenactiviteit.

## Proces
Het lood werd in blokken van 75 kg uit Engeland aangevoerd en versmolten tot dunne platen bladlood die opgerold werden. De rollen werden geplaatst in aardewerken broeipotten boven een laagje azijn en afgedekt met paardenmest en stro. De broeipotten werden in hokken opgestapeld. Het broeiproces duurde zes weken, hierbij ontstond koolzuurgas waardoor het lood werd omgezet in loodwit. Na de broeiperiode werden de rollen uitgeklopt op een klopbank en vervolgens vermalen en uitgezeefd. Daarna werd het loodwitpoeder nat gemaakt, met krijt vermengd en opnieuw gemalen. De brij werd in droogpotten gedaan die 5 à 6 weken moesten drogen. Aldus ontstonden loodwitbroden.
Het werken in een loodwitmolen was zeer ongezond. Hierdoor werd dit werk uitgevoerd door Duitse gastarbeiders, zij werden vaak met "poepen" aangeduid.

## Loodwitverbod
In 1906 werd in Nederland het loodwitbesluit van kracht, waardoor voor Rijkswerken zinkwit in plaats van loodwit moest worden toegepast, vanwege de schadelijke werking ervan op de schilders. Een algeheel verbod op het gebruik van loodwit voor binnenverf kwam in Nederland pas in 1939.